# Zöldi Miklós

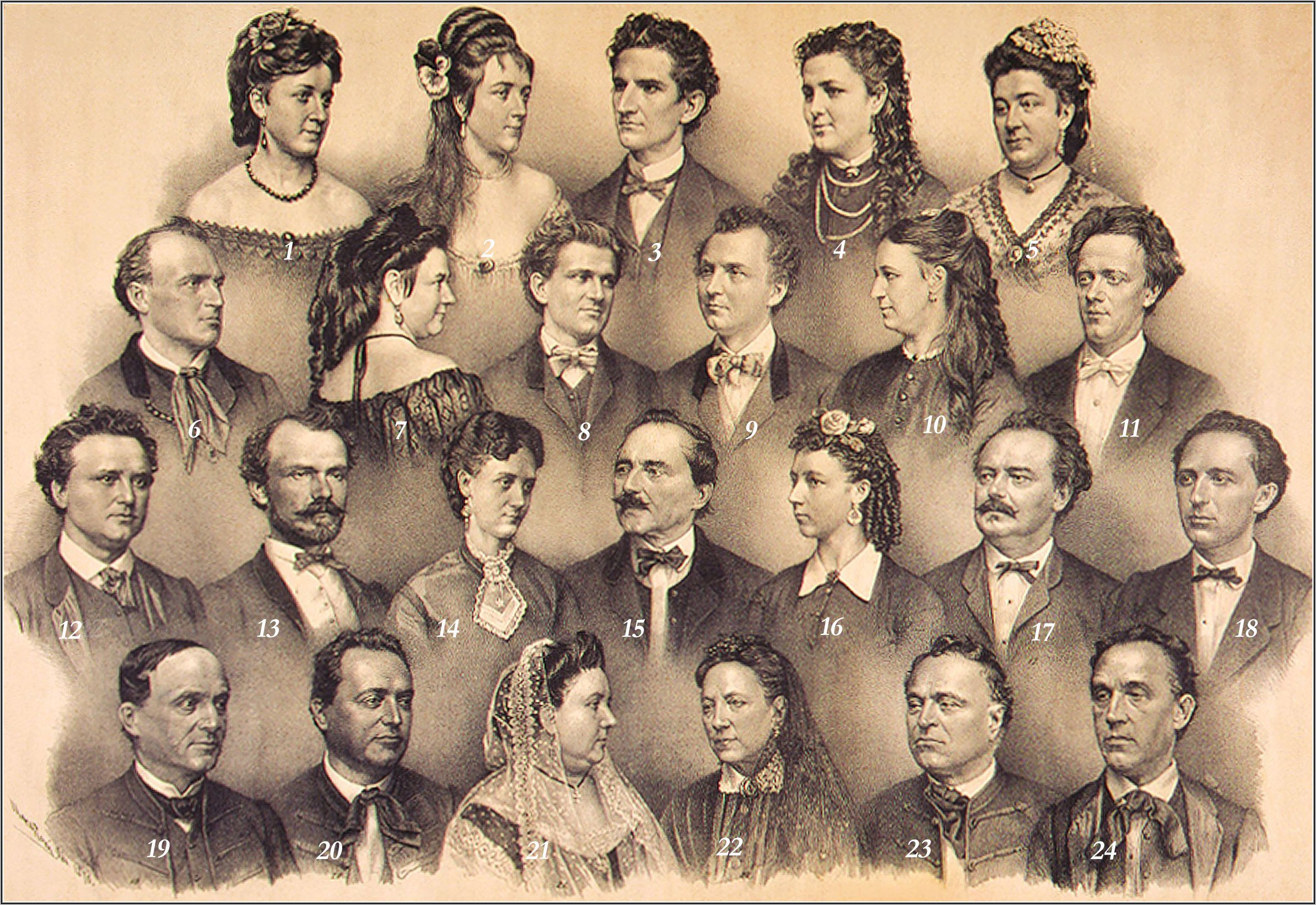
Az 1870-es debreceni színtársulatról készített tablón sorrendben a következő színészek láthatók: 1. Szakáll Róza (1848–1926); 2. Tannerné Szabó Róza, később Erkel Sándorné (1850–1922); 3. Bercsényi Béla (1844–1901); 4. Blaha Lujza (1850–1926); 5. Mándoky Béláné [Presly] Morzsai Emma (1844–1923); 6. Rónai Gyula (1828–1874); 7. Hetényi Laura, Molnárné (1830–1874); 8. Mándoky Béla (1839–1918); 9. Együd István (1838–1882); 10. Dalnoki Béniné, Konti Fáni (1842–1908); 11. Vízvári Gyula (1841–1908); 12. Gerecs János (1843–1910); 13. Dalfi Lőrinc; 14. Takács Emese, Bercsényiné (1847–1914); 15. Szabó József (1814–1875); 16. Szomolnoki Erzsi, Balla Istvánné; 17. Tanner István (1828–1878); 18. Dalnoki Béni (1838–1914); 19. Foltényi Vilmos (1820–1905); 20. Zöldi Miklós (1821–1876); 21. Foltényiné, Szákfy-Szabó Amália (1830–1901); 22. Zöldiné Szabó Julianna (1812–1886); 23. Dózsa József (1815–1886); 24. Philippovits István (1822–1885)

Zöldi Miklós; Zöldy (Nádudvar, 1821. július 20. – Arad, 1876. január 7.) magyar színész.

## Életútja
Zöldi József és Détsy Johanna fia. Színpadra lépett 1839. október 29-én, Fejér Károlynál. Pályája kezdetén szerelmes-szerepeket játszott, később intrikus- és hősapákban jeleskedett. 1843-ban Szatmárról Debrecenbe szerződött és itt töltötte színészkedésének legnagyobb részét. 1847-ben Egerben feleségül vette Szabó Juliannát. Mint honvédtűzmester részt vett a szabadságharcban. 1859. május 8-án mint a Nemzeti Színház szerződött tagja a Cigány címszerepében mutatkozott be. Utóbb azonban innen megromlott orgánuma miatt elbocsátották. Később hangja újból megjavult és megint Debrecenben működött. Korának egyik legnépszerűbb és legjelesebb színésze volt. Fogadásból mindig magyar ruhában járt. 1875. december 21-én lépett fel utoljára, Aradon, a Don Carlosban, mint Alba herceg. Ravatalánál Mándoky Béla búcsúztatta.
Felesége: Zöldyné Szabó Julianna (Debrecen, 1812. november – Debrecen, 1886. április 10.) naiva, drámai színésznő, majd komika volt. Nevelt leányuk: Törökné Szakáll Róza színésznő.

## Fontosabb szerepei
- Piros Pesta (Szigligeti Ede: Két pisztoly)
- Petur (Katona József – Egressy Béni – Erkel Ferenc: Bánk bán)
- Claude Frollo (Victor Hugo: A Notre Dame-i toronyőr, dráma, 6 szakaszban. Ford.: Pály Elek)
- Márton csikós (Szigligeti Ede: Csikós)
- Menenius (William Shakespeare: Coriolanus)
- Valjean (Victor Hugo: Nyomorultak, dráma 2 felvonásban)
- Gritti Lajos, Magyarország nádora (Szigligeti Ede: Gritti, szomorújáték 5 felvonásban)
- Brankovics (Erkel Ferenc – Obernyik Károly – Ódry Lehel – Ormay Ferenc: Brankovics György)
- Sugár Mihály Szigeti József: Vén bakancsos és fia a huszár (címszerep)
- Zsiga (Szigligeti Ede: A cigány)